# Micarea stipitata
Micarea stipitata är en lavart som beskrevs av Coppins & P. James. Micarea stipitata ingår i släktet Micarea och familjen Pilocarpaceae.   Inga underarter finns listade i Catalogue of Life.